# Siccia punctigera
Siccia punctigera là một loài bướm đêm thuộc phân họ Arctiinae, họ Erebidae.